# Thác Grăng
Thác Grăng hay thác G'răng là thác ở vùng đất xã Tà Bhing huyện Nam Giang tỉnh Quảng Nam, Việt Nam.
Thác G'răng nằm trên suối Pà La, con suối bắt nguồn từ dải núi cao 700 m ở phía bắc xã Tà Bhing. Suối chảy về hướng nam tới làng Pà La thì đổ vào sông Thanh trong mạng lưới sông Vu Gia - Thu Bồn. Thác G'răng hiện còn giữ nét đẹp tự nhiên đầy hoang sơ, có tiềm năng du lịch mạo hiểm cao. Hiện đã thành lập Khu Du lịch Sinh thái Thác Grăng, phục vụ và hướng dẫn tham quan thác.
Đường đến thác đi theo Quốc lộ 14D từ thị trấn Thạnh Mỹ 15°45′00″B 107°50′11″Đ / 15,749895°B 107,836473°Đ đi khoảng 18 km hướng Cửa khẩu Nam Giang (Cửa khẩu Đắc Ốc) 15°32′30″B 107°22′21″Đ / 15,541592°B 107,3726°Đ.
Tới làng Pà La xã Tà Bhing, nơi đặt trụ sở Ban Quản lý Khu Bảo tồn thiên nhiên Sông Thanh, thì có đường bê tông lên thác khoảng 2 km.